# Laura Saccomani
Laura Saccomani (Milano, 8 ottobre 1991) è una pallavolista italiana, schiacciatrice della Megavolley.

## Carriera
Laura Saccomani inizia a giocare nelle giovanili della polisportiva Fonte Roma Eur nel 2003; nel 2005 viene promossa in prima squadra dove resta per due stagioni disputando il campionato di Serie B2.
Nella stagione 2007-08 viene ingaggiata dalla Roma Pallavolo, in Serie A2, dove resta per altre due stagioni. Nell'estate 2009 ha anche un'esperienza come giocatrice di beach volley.
Nella stagione 2009-10 fa il suo esordio in serie A1 con la maglia del Robursport Volley Pesaro, vincendo anche il suo primo trofeo, la Supercoppa italiana. Nel 2010 ottiene la prima convocazione in nazionale e seppur non scendendo mai in campo vince un argento al torneo amichevole della Piemonte Woman Cup.
Nella stagione 2012-13 viene ingaggiata dalla neo-promossa Crema Volley, tuttavia a metà stagione, a causa dei problemi societari, passa al Cuatto Volley Giaveno; nella stagione 2013-14 si trasferisce in serie cadetta, nel Promoball Volleyball Flero, club dove milita anche nell'annata successiva, quando è promosso in Serie A1.
Torna nuovamente in serie cadetta per il campionato 2015-16, vestendo la maglia del Forlì, con cui si aggiudica la Coppa Italia di Serie A2 e ottenendo la promozione in Serie A1, grazie alla vittoria del campionato; tuttavia nella stagione successiva è ancora nella divisione cadetta, giocando per il neopromossa Volley Millenium Brescia.
Nella stagione 2017-18 si accasa al Group Roma, in Serie B1, con cui, nell'annata successiva, disputa il campionato cadetto. Per il campionato 2019-20 difende nuovamente i colori del club di Brescia, in Serie A1, mentre per quello successivo firma per la Megavolley di Vallefoglia, in Serie A2.

## Palmarès

### Club
- Campionato italiano: 1

2009-10
- Supercoppa italiana: 2

2009, 2010
- Coppa Italia di Serie A2: 1

2015-16

### Nazionale (competizioni minori)
- Piemonte Woman Cup 2010